# Thomas Kok
Thomas Kok (Tilburg, 15 mei 1998) is een Nederlands voetballer die doorgaans als middenvelder speelt.

## Carrière
Kok speelde in de jeugd van SC 't Zand, Antwerp FC en Willem II. Hij debuteerde voor Willem II op 14 mei 2017, in de met 1-3 verloren thuiswedstrijd tegen Ajax. Hij speelde deze wedstrijd als linksback door blessures van Katuku Tshimanga, Dico Koppers, Guus Joppen en Dries Wuytens. In januari 2018 werd hij door Willem II voor een halfjaar verhuurd aan FC Dordrecht. In de zomer namen de Dordtenaren hem definitief over. Medio 2020 liep zijn contract af en in september van dat jaar sloot Kok aan bij het Noorse FK Jerv in de 1. divisjon. Na twee wedstrijden miste hij de rest van het seizoen door een gebroken arm. In het seizoen 2021 was hij wel een vaste waarde voor Jerv. Nadat zijn contract afliep, sloot hij in januari 2022 aan bij het Duitse SC Preußen Münster, waar hij een contract tot het einde van het seizoen tekende. Met de club promoveerde hij in 2023 naar de 3. Liga.

## Clubstatistieken
| Seizoen         | Club               | Competitie        | Competitie | Competitie | Beker | Beker | Overig | Overig | Internationaal | Internationaal | Totaal | Totaal |
| Seizoen         | Club               | Competitie        | Wed.       | Dlp.       | Wed.  | Dlp.  | Wed.   | Dlp.   | Wed.           | Dlp.           | Wed.   | Dlp.   |
| --------------- | ------------------ | ----------------- | ---------- | ---------- | ----- | ----- | ------ | ------ | -------------- | -------------- | ------ | ------ |
| 2016/17         | Willem II          | Eredivisie        | 1          | 0          | 0     | 0     | —      | —      | —              | —              | 1      | 0      |
| 2017/18         | Willem II          | Eredivisie        | 0          | 0          | 0     | 0     | —      | —      | —              | —              | 0      | 0      |
| 2017/18         | → FC Dordrecht     | Eerste divisie    | 18         | 0          | 0     | 0     | 4      | 0      | —              | —              | 22     | 0      |
| 2018/19         | FC Dordrecht       | Eerste divisie    | 31         | 1          | 1     | 0     | —      | —      | —              | —              | 32     | 1      |
| 2019/20         | FC Dordrecht       | Eerste divisie    | 25         | 0          | 1     | 0     | —      | —      | —              | —              | 26     | 0      |
| 2020            | FK Jerv            | 1. divisjon       | 2          | 0          | 0     | 0     | —      | —      | —              | —              | 2      | 0      |
| 2021            | FK Jerv            | 1. divisjon       | 28         | 0          | 2     | 0     | 0      | 0      | —              | —              | 30     | 0      |
| 2021/22         | SC Preußen Münster | Regionalliga West | 18         | 0          | 3     | 0     | —      | —      | —              | —              | 21     | 0      |
| 2022/23         | SC Preußen Münster | Regionalliga West | 32         | 0          | 3     | 0     | —      | —      | —              | —              | 35     | 0      |
| 2023/24         | SC Preußen Münster | 3. Liga           | 14         | 0          | 4     | 0     | —      | —      | —              | —              | 18     | 0      |
| Carrière totaal | Carrière totaal    | Carrière totaal   | 169        | 1          | 14    | 0     | 4      | 0      | 0              | 0              | 187    | 1      |

Bijgewerkt op 3 februari 2022.